# Авиационные происшествия Аэрофлота 1967 года

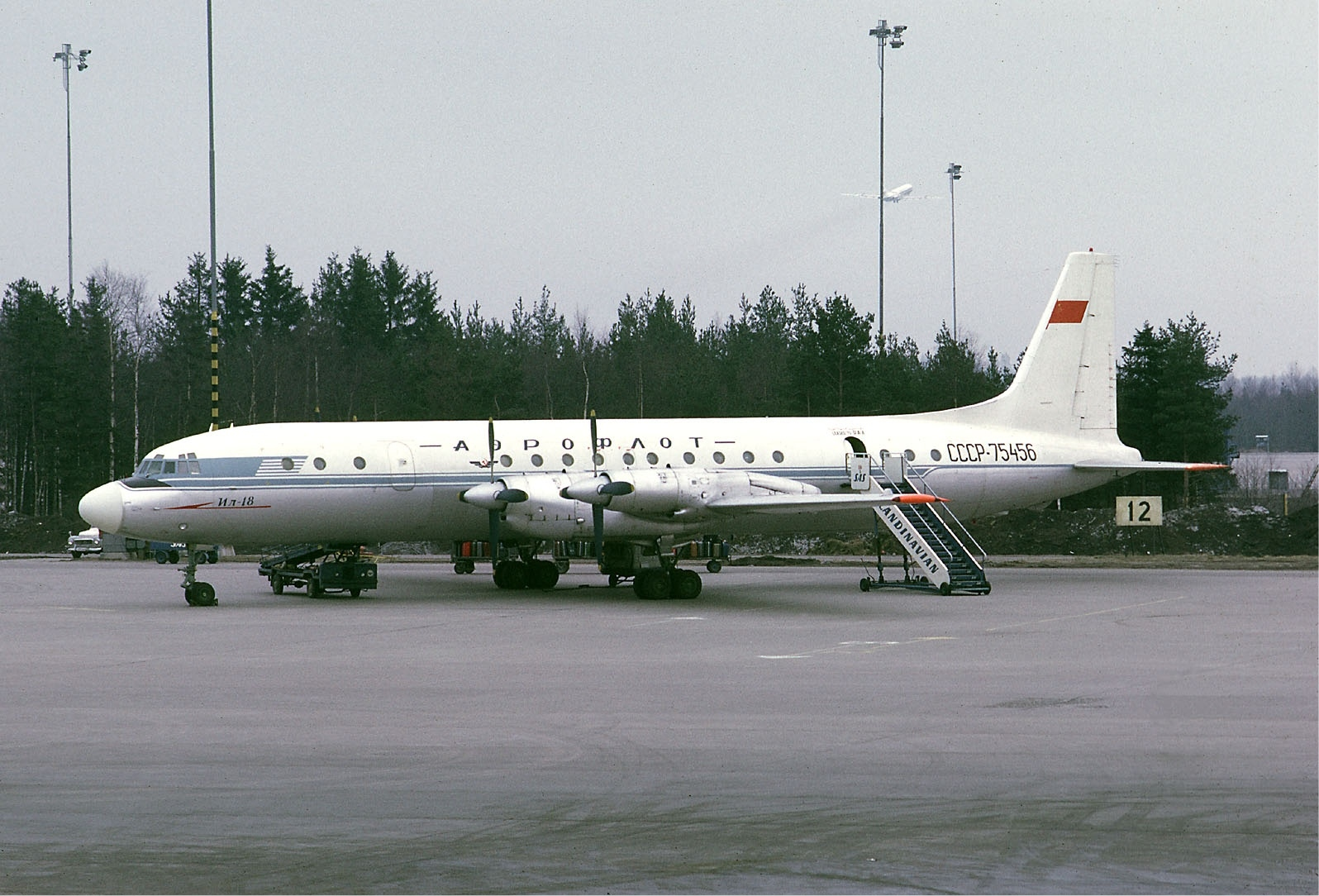
Ил-18 предприятия «Аэрофлот»

Авиационные происшествия и инциденты, включая угоны, произошедшие с воздушными судами Министерства гражданской авиации СССР (Аэрофлот) в 1967 году.
В этом году крупнейшая катастрофа с воздушными судами предприятия «Аэрофлот» произошла 16 ноября близ Свердловска, когда самолёт Ил-18В после взлёта по неопределённой причине вошёл в правый крен и упал на землю, полностью разрушившись, при этом погибли 107 человек (подробнее…).

## Список
Отмечены происшествия и инциденты, когда воздушное судно было восстановлено.
| Дата                  | Место                                                  | ВС        | Бортовой номер | Управление         | Жертв   | Описание | И      |
| --------------------- | ------------------------------------------------------ | --------- | -------------- | ------------------ | ------- | --- | ------ |
| 6 января 1967 года    | Чукотский район, 23 км СЗ Лаврентия                    | Ми-4А     | 38280          | Магаданское        | 3/16    | Столкновение с горой в условиях белой мглы после отклонения с маршрута | [ 1 ]  |
| 14 января 1967 года   | 7 км от Толмачёва, Новосибирск                         | Ан-12     | 04343          | Полярное           | 6/6     | Врезался в землю при вынужденной посадке из-за пожара на борту после взлёта | [ 2 ]  |
| 1 февраля 1967 года   | Сургут                                                 | Ми-4А     | 19218          | Тюменское          | 0/0     | Сгорел на стоянке при подогреве редукторов перед полётом в морозную погоду | [ 3 ]  |
| 6 марта 1967 года     | ЯНАО, 4,5 км от Салехарда                              | Ан-12Б    | 11007          | Полярное           | 5/6     | Упал после взлёта с убранными закрылками | [ 4 ]  |
| 6 марта 1967 года     | близ Петрозаводска                                     | Як-12     | 74002          | Северное           | 0/4     | Вынужденная посадка на лес после остановки двигателя из-за истощения топлива; пилот и пассажиры подбирали места для съёмок фильма «Красная палатка».                                                | [ 5 ]  |
| 12 марта 1967 года    | 35 км от Покровска                                     | Ил-14П    | 61657          | Якутское           | 15/20   | Вынужденная посадка на лес после пожара в двигателе | [ 6 ]  |
| 13 марта 1967 года    | Чёрное море, близ Абхазской АССР                       | Ан-2П     | 04959          | Северо-Кавказское  | 1/1     | Бывший пилот Павел Скрылёв угнал в Туапсе безнадзорный самолёт и направился на нём в Турцию; над морем был перехвачен советскими истребителями и после выхода в нейтральные воды сбит (подробнее…). | [ 7 ]  |
| 25 марта 1967 года    | Красноводская область, 7 км Ю Алтыкуи                  | Ми-1М     | 17918          | Туркменское        | 3/3     | Упал на землю после вмешательства нетрезвого буйного пассажира в управление вертолётом | [ 8 ]  |
| 6 апреля 1967 года    | Домодедово, Москва                                     | Ил-18В    | 75563          | 235-й отдельный АО | 8/8     | Упал после взлёта по неустановленной причине (подробнее…) | [ 9 ]  |
| 11 апреля 1967 года   | Колыма, Черский                                        | Ли-2      | 04213          | Полярное           | 0/5+    | Столкновение со льдом из-за отвлечения экипажа от пилотирования на поиск мнимых вертолётов (КВС принял за них бочки на земле)                                                                       | [ 10 ] |
| 11 мая 1967 года      | Восточно-Казахстанская область, 21 км ЮЗ Алексеевки    | Ан-2СХ    | 05604          | Казахское          | 12/12   | Столкновение с горой после снижения под безопасную высоту | [ 11 ] |
| 19 мая 1967 года      | Иультинский район, гора Чёрная, 65 км ЮЗ Залива Креста | Ми-4      | 02316          | Магаданское        | 4/4     | В полёте отделилась лопасть несущего винта, после чего от возникшей вибрации отделилась хвостовая балка                                                                                             | [ 12 ] |
| 4 июня 1967 года      | Игнатьево, Благовещенск                                | Ан-12ТП-2 | 04366          | Полярное           | 0/?     | Повреждён при посадке из-за излома стойки левого шасси | [ 13 ] |
| 11 июня 1967 года     | Читинская область, 6 км З Газимурского Завода          | Ан-2Р     | 49345          | Восточно-Сибирское | 1/2     | В ходе авиационно-химических работ врезался в землю по неустановленной причине | [ 14 ] |
| 17 июня 1967 года     | Караганда                                              | Ли-2      | 71220          | Казахское          | 9/34    | Сваливание при посадке из-за отказа руля высоты и ошибочного ухода на второй круг | [ 15 ] |
| 22 июня 1967 года     | Краснокутский район, 2 км З Красного Кута              | Як-18А    | 44368          | Краснокутское ЛУГА | 2/2     | При заходе на площадку для вынужденной посадки уклоняясь от столкновения с ЛЭП потерял скорость и упал на землю                                                                                     | [ 16 ] |
| 4 июля 1967 года      | Камышинский район, 12,5 км ЮЗ Верхней Добринки         | Ан-2Т     | 98241          | Украинское         | 3/3     | При авиационно-химических работах уклоняясь от столкновения с проводами связи потерял скорость и упал на землю; все на борту были пьяны.                                                            | [ 17 ] |
| 12 июля 1967 года     | Удорский район, 62 км Ю Кослана                        | Ка-18     | 64580          | Коми               | 1/2     | Столкновение с деревьями после взлёта | [ 18 ] |
| 28 июля 1967 года     | Тугуро-Чумиканский район, 16 км ЮВ Удского             | Ан-2Р     | 09243          | Дальневосточное    | 1/3     | Столкновение с сопкой после уклонения с маршрута | [ 19 ] |
| 9 августа 1967 года   | посёлок имени Жданова, Араванский район                | Ан-2Р     | 55799          | Киргизское         | 2/2     | Остановка двигателя в ходе авиационно-химических работ из-за неправильного использования бензосистемы; при вынужденной посадке из-за ошибок пилотов врезался в строения.                            | [ 20 ] |
| 13 августа 1967 года  | Пенжинский район, Пенжина, 8 км С Аянки                | Ан-2Т     | 15959          | Дальневосточное    | 2/3     | Столкновение с деревьями при самовольном полёте на малой высоте над рекой | [ 21 ] |
| 29 августа 1967 года  | Железнодорожный район, 3 км Ю Мещуры                   | Ан-2      | 42615          | Коми               | 6/13    | Вынужденная посадка на лес после отказа двигателя | [ 22 ] |
| 10 сентября 1967 года | Хальмер-Ю, Воркутинский горсовет, 67 км С Воркуты      | Ми-1М     | 40464          | Коми               | 3/3     | В ходе полёта из-за флаттера разрушились лопасти несущего винта | [ 23 ] |
| 12 октября 1967 года  | Алдан                                                  | Ли-2Т     | 16150          | Якутское           | 5/5     | При вынужденной посадке из-за отказа двигателя уклоняясь от расположенных близ аэродрома гор перешёл в сваливание и упал на землю                                                                   | [ 24 ] |
| 20 октября 1967 года  | Ветлуга                                                | Ан-2ТП    | 29320          | Приволжское        | 14/20   | Упал после взлёта из-за превышения взлётного веса и задней центровки | [ 25 ] |
| 16 ноября 1967 года   | Кольцово, Свердловск                                   | Ил-18В    | 75538          | Уральское          | 107/107 | После взлёта по неустановленной причине вошёл в правый крен и упал на землю (подробнее…) | [ 26 ] |
| 19 ноября 1967 года   | Северный, Красноярск                                   | Ли-2      | 04227          | Красноярское       | 4/4     | Столкновение с деревьями и строениями при заходе на посадку в СМУ из-за снижения под глиссаду | [ 27 ] |
| 26 ноября 1967 года   | Дубовка, Александровский район                         | Ан-2Р     | 09210          | Азербайджанское    | 2/3     | Столкновение с холмом в СМУ после снижения под безопасную высоту | [ 28 ] |
| 30 ноября 1967 года   | Катунь, Баргузинский район                             | Ми-4      | 35291          | Азербайджанское    | 3/9     | При взлёте в условиях снежного вихря врезался в строение и опрокинулся | [ 29 ] |
| 1 декабря 1967 года   | Бай-Тандинский район, 7 км З Мугур-Аксы                | Ан-2Р     | 96215          | Красноярское       | 6/14    | Столкновение с горой при заходе на посадку | [ 30 ] |
| 4 декабря 1967 года   | Николаевск-на-Амуре                                    | Ми-1Т     | 10114          | Дальневосточное    | 2/2     | При облёте после ремонта вышел из-под контроля и войдя в левый крен упал на землю из-за неотрегулированного поперечного управления автомата перекоса                                                | [ 31 ] |
| 30 декабря 1967 года  | Лиепая                                                 | Ан-24Б    | 46215          | Латвийское         | 43/51   | При уходе на второй круг потерял высоту после остановки левого двигателя и врезался в землю (подробнее…)                                                                                            | [ 32 ] |
| 31 декабря 1967 года  | Воронеж                                                | Ан-24Б    | 46201          | СПиМВЛ             | 0/?     | При заходе на посадку в СМУ приземлился до ВПП и врезался в деревья | [ 33 ] |